# Tahrīf
Tahrīf (arabisch تحريف, DMG Taḥrīf ‚Umwandlung, Abänderung, Fälschung‘) ist ein Begriff, der in der islamischen Theologie die angebliche Verfälschung der heiligen Schriften des Judentums und des Christentums bezeichnet. Aufgrund bestimmter Aussagen im Koran wird angenommen, Juden und Christen hätten in den heiligen Schriften Veränderungen der ursprünglichen Offenbarung Gottes vorgenommen. Unterschieden wird dabei „Verfälschung im Wortlaut“ (taḥrīf bi l-lafẓ) und „Verfälschung durch Ta’wīl“.

## Fälschungsvorwürfe an Juden und Christen im Koran
Der Islam akzeptiert Tora (Taurat, توراة) und Evangelien (Indschīl) als authentische göttliche Offenbarungen. Juden und Christen hätten jedoch diese Offenbarung in ihren eigenen Schriften abgeändert. Eine solche Entstellung beschreibt der Koran an mehreren Stellen, beispielsweise:

„Unter denen die dem Judentum angehören, entstellen welche die Worte [der Schrift?] [indem sie sie] von der Stelle weg[nehmen], an die sie hingehören.“

In einem ähnlichen, etwas weiteren Sinn wird, neben Ar. kitmān („verstecken“, „verbergen“), auch der Ausdruck tabdīl („Abwandlung“, hier insbesondere „Wortvertauschung“) verwendet. Er erscheint im Koran in Sure 2:59, 7:162, 30:30, sowie auch in späterer islamischer Literatur.
Der Vorwurf der Fälschung war seit alters her ein verbreitetes polemisches Motiv, das schon in vorislamischer Zeit von heidnischen Autoren, von Samaritanern und Christen verwendet wurde, um ihre Gegner in Verruf zu bringen. In den medinensischen Suren ist dies ein zentrales Thema und wird offenbar verwendet, um die Gegensätze zwischen der Bibel und dem Koran zu erklären und die Ankunft des Propheten wie auch den Aufstieg des Islam als Voraussagen der „echten“ Bibel zu bezeichnen.

## Tahrīf in späteren Traditionen
Im Koran wird nicht erwähnt, wo und wie genau diese Änderungen erfolgt seien. Spätere Kommentatoren geben als Urheber Zeitgenossen Moses an bzw. israelitische Könige und Priester, insbesondere Esra, oder auch byzantinische Könige. Der Vorwurf, jüdische Zeitgenossen Mohammeds hätten gewisse Elemente der Bibel verheimlicht, wie zum Beispiel die Steinigung der Ehebrecherin oder die Prophezeiung der Ankunft Mohammeds, wird ebenfalls als Tahrif gedeutet.
In den ersten Jahrhunderten der islamischen Geschichte war Tahrif zwar ein bekanntes, jedoch kein wesentliches Thema. In Hadithen und ersten Kommentaren wurden die Lücken gefüllt, die aus Unklarheiten in den Koranversen entstanden waren. Einige frühe muslimische Autoren verstanden Tahrif nur im Sinne einer Abänderung der Textbedeutung. Ibn Chaldūn verwirft die Idee einer bewussten Fälschung der jüdischen und christlichen Schriften.
Seit dem 11. Jahrhundert ergeht von islamischer Seite aus bis heute der Vorwurf an Juden und Christen, durch bewusste Fälschung den Text ihrer Heiligen Schriften entstellt zu haben. Die mündliche jüdische Überlieferung, die später im Talmud schriftlich festgehalten wurde, wird aus islamischer Sicht als unerlaubter Zusatz angesehen und gilt ebenfalls als Teil dieser Fälschung. Dasselbe gilt für den biblischen Kanon des Christentums. In diesem Zusammenhang verweisen islamische Autoren auf die Unterschiede im Tanach, dem samaritanischen Pentateuch und der Septuaginta, um das Vorhandensein einer Fälschung zu beweisen. Das Argument der Fälschung wird schon in einem alten polemischen Text zurückgewiesen, der dem byzantinischen Kaiser Leo III. zugeschrieben wird. Großen Einfluss auf die islamische Polemik hatten die Schriften von Ibn Hazm, einem andalusischen Gelehrten des 11. Jahrhunderts.
Seit dem 19. Jahrhundert sehen einige islamische Autoren die moderne historisch-kritische Bibelforschung als Unterstützung der Theorie des Tahrif, zum Beispiel Rahmatallāh al-Kairānawī (1818–1891).

## Fälschungsvorwürfe gegenüber der Schia
In den Auseinandersetzungen zwischen Sunniten und Schiiten wird ebenfalls Tahrif als Argument vorgebracht. Sunnitische Autoren werfen der Schia vor, ihre Vertreter würden an eine Fälschung des Korans glauben.